# Amenemone

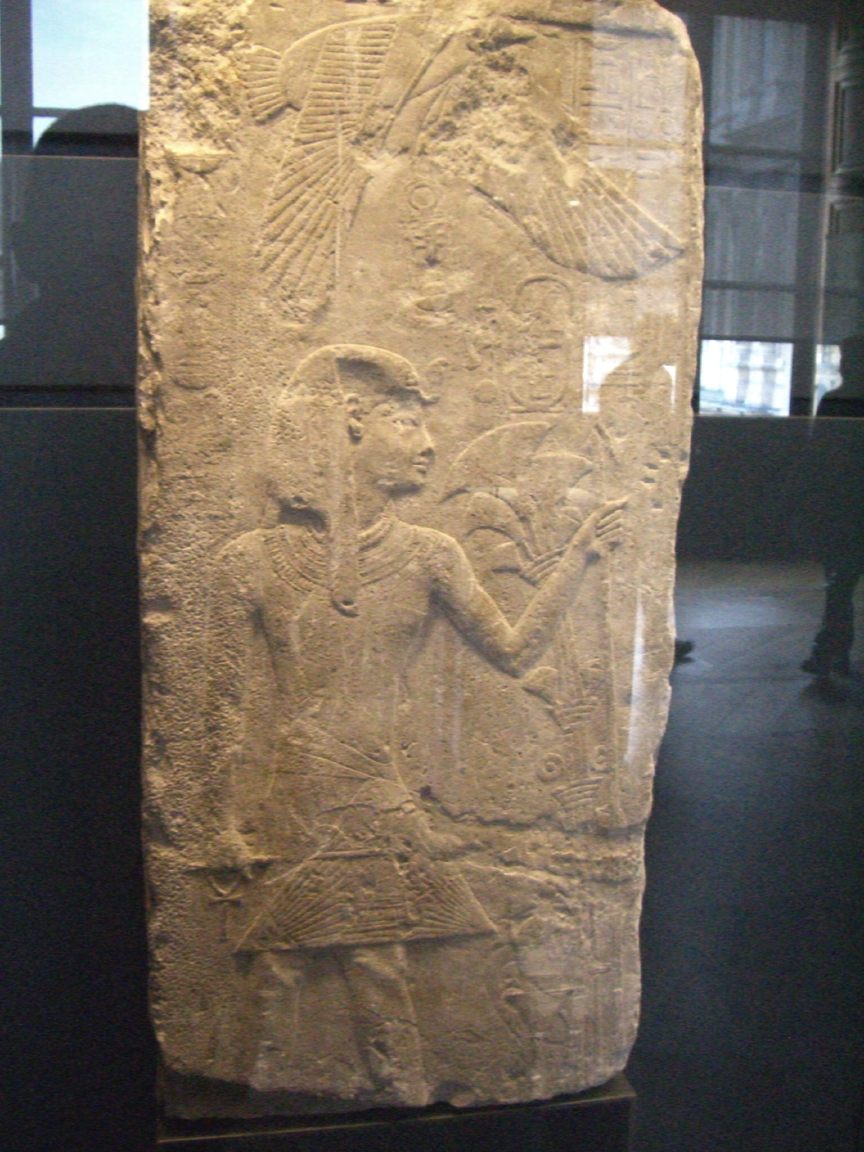
König Menkauhor, Darstellung im Grab des Amenemone

Amenemone war ein altägyptischer Beamter, der die königlichen Werkstätten und Goldschmiede leitete. Er lebte unter König (Pharao) Tutanchamun in der 18. Dynastie im Neuen Reich.
Amenemone ist vor allem von seinem Grab bekannt, das am Ende des 19. Jahrhunderts von Victor Loret in Sakkara bei der Teti-Pyramide gefunden wurde. Dort gab es einen umfangreichen Friedhof des Neuen Reiches. Die Blöcke der dekorierten Grabkapelle gelangten zum großen Teil in das Ägyptische Museum in Kairo. Weitere Reliefs befinden sich heute in München und im Louvre. Das Grab wurde 1994/5 wiederentdeckt.
Amenemone trug die Titel „Vorsteher der Handwerker des Herren der beiden Länder“ und „Oberster Goldschmied des Herren der beiden Länder“. Er war der Sohn eines gewissen Cheriuef und einer Nefertari. Seine eigene Gemahlin hieß ebenfalls Nefertari. Amenemone hatte mehrere Söhne, darunter der „Schreiber des Schatzhauses“ Ptahmose, der „Oberste der Goldschmiede“ Amenemhab und der „Goldschmied“ Nebmehyt.
Sein Grab besteht aus einem Hof an dessen Westseite vier Säulen standen. In der Mitte des Hofes gibt es einen Grabschacht, der zur Grabkammer führt, die schon stark beraubt vorgefunden wurde. An der Westseite befinden sich drei Kapellen, die alle mit Reliefs geschmückt waren. Die Darstellungen zeigen Amenemone und seine Familie sowie zahlreiche Opfergabenträger. In der mittleren Kapelle stand eine Stele, die im oberen Register Amenemone und seine Frau vor Osiris und Re-Harachte-Atum zeigt. In unteren Register sitzen beide vor einem Opfertisch, während ihre Kinder Opfergaben bringen. Eine einmalige Darstellung im Grab ist die des Königs Menkauhor aus der 5. Dynastie, der also noch zu dieser Zeit göttlich verehrt wurde.
Die Darstellungen im Grab lassen sich stilistisch unter Tutanchamun datieren. Amenemone und sein Sohn Ptahmose werden auch im Grab des „Schatzhausvorstehers“ Maya in Sakkara dargestellt, der ebenfalls unter Tutanchamun amtierte, womit die Datierung von Amenemone als gesichert gelten kann.
Es wurde vermutet, dass Amenemone sein Grab selbst dekorierte und, dass er vielleicht sogar der Künstler bei der Dekoration vom Sakkara-Grab des Haremhab und das des Maya war. Es ist wahrscheinlich, dass er die Ausschmückung des eigenen Grabes überwachte, die Gräber von Maya und Haremhab zeigen jedoch stilistische Eigenheiten, die auf andere Künstler hindeuten.